# Valentine Lonteng
Valentine Vanessa Lonteng (* 14. Februar 2005) ist eine indonesische Leichtathletin, die sich auf den Sprint spezialisiert hat. 2023 gewann sie bei den Hallenasienmeisterschaften die Bronzemedaille im 60-Meter-Lauf.

## Sportliche Laufbahn
Erste internationale Erfahrungen sammelte Valentine Lonteng im Jahr 2022, als sie bei den Südostasienspielen in Hanoi in 11,67 s den vierten Platz im 100-Meter-Lauf belegte und auch mit der indonesischen 4-mal-100-Meter-Staffel mit 45,70 s auf Rang vier gelangte. Im Oktober siegte sie dann in 11,69 s über 100 Meter bei den U18-Asienmeisterschaften in Kuwait und sicherte sich in 24,06 s auch die Goldmedaille im 200-Meter-Lauf. Im Jahr darauf gewann sie bei den Hallenasienmeisterschaften in Astana in 7,37 s die Bronzemedaille im 60-Meter-Lauf hinter der Iranerin Farzaneh Fasihi und Olga Safronowa aus Kasachstan.

## Bestleistungen
- 100 Meter: 11,67 s (−0,3 m/s), 18. Mai 2022 in Hanoi
  - 60 Meter (Halle): 7,36 s, 10. Februar 2023 in Astana
- 200 Meter: 24,07 s (−1,7 m/s), 16. Oktober 2022 in Kuwait